# Pochwalone
Pochwalone – polski zespół muzyczny utworzony pod koniec 2011 w Warszawie przez artystki z zespołu R.U.T.A.: Marię Magdalenę (Nika, wcześniej frontmenka zespołu Post Regiment), Jolantę Kossakowską (liderkę zespołu Mosaik), Annę Mamińską (wcześniej Village Kollektiv), Ulę Iwińską i Ewę Chomicką. Projekt łączy punk alternatywny z modern folkiem oraz tekstami feministycznymi. Grupa wykorzystywała dawne instrumenty ludowe: płocką fidel, biłgorajską sukę, saz oraz skrzypce barokowe.

[…] drapieżne przeboje mieszają fragmenty archaicznych ludowych pieśni ze współczesną feministyczną poezją.
To zasługa etnolożki Ewy Chomickiej i poetki Basi Klickiej, które przekonująco montują treści z obu tych źródeł.

Pierwszy koncert odbył się 4 listopada 2012 w warszawskim klubie Centralny Dom Qultury przy współpracy z Narodowym Centrum Kultury. 26 marca 2013 w niezależnej wytwórni płytowej, Antena Krzyku zespół wydaje płytę Czarny War. Rok później, 17 marca 2014 zespół zawiesił działalność na kilka miesięcy, lecz od wiosny 2015 zaczął znów koncertować – początkowo jako kwintet, a od jesieni 2016 jako trio – gitara basowa, perkusja i wokal.

## Skład na płycieCzarny War
- Maria Magdalena (dawniej Nika – frontmenka Post Regiment) – głosy
- Jolanta Kosa Kossakowska – skrzypy, głos
- Anna Mamińska – fidel, suka, głos
- Małgorzata Tekla Tekiel – bas
- Dominika Korzeniecka – bębny, hałasy
- Barbara Klicka – sens, żaba, chórki
- Ewa Chomicka – sens, dyndały na sznureczkach, chórki
- Ula fasSka Iwińska – obrazy, kij deszczowy, chórki
- Rafał ManDżajna Osmolak[1] – struny, saz.